# Tetragonia
Tetragonia is een geslacht uit de ijskruidfamilie (Aizoaceae). De soorten komen voor in het noordoosten van tropisch Afrika, het zuidwesten van Afrika tussen Angola en Zuid-Afrika, (sub)tropisch Azië, Australazië, op Paaseiland en in Zuid-Amerika van Chili tot in Peru.

## Soorten
- Tetragonia acanthocarpa Adamson
- Tetragonia angustifolia Barnéoud
- Tetragonia arbuscula Fenzl
- Tetragonia caesia Adamson
- Tetragonia calycina Fenzl
- Tetragonia chenopodioides Eckl. & Zeyh.
- Tetragonia copiapina Phil.
- Tetragonia coronata Rye & Trudgen
- Tetragonia cristata C.A.Gardner ex A.M.Prescott
- Tetragonia crystallina L'Hér.
- Tetragonia decumbens Mill.
- Tetragonia diptera F.Muell.
- Tetragonia distorta Fenzl
- Tetragonia echinata Aiton
- Tetragonia erecta Adamson
- Tetragonia eremaea Ostenf.
- Tetragonia espinosae Muñoz
- Tetragonia fruticosa L.
- Tetragonia galenioides Fenzl
- Tetragonia glauca Fenzl
- Tetragonia halimoides Fenzl
- Tetragonia haworthii Fenzl
- Tetragonia herbacea L.
- Tetragonia hirsuta L.f.
- Tetragonia implexicoma (Miq.) Hook.f.
- Tetragonia lasiantha Adamson
- Tetragonia macrocarpa Phil.
- Tetragonia macroptera Pax
- Tetragonia maritima Barnéoud
- Tetragonia microcarpa Phil.
- Tetragonia microptera Fenzl
- Tetragonia moorei M.Gray
- Tetragonia namaquensis Schltr.
- Tetragonia nigrescens Eckl. & Zeyh.
- Tetragonia ovata Phil.
- Tetragonia pedunculata Phil.
- Tetragonia pillansii Adamson
- Tetragonia portulacoides Fenzl
- Tetragonia rangeana Engl.
- Tetragonia reduplicata Welw. ex Oliv.
- Tetragonia robusta Fenzl
- Tetragonia rosea Schltr.
- Tetragonia saligna Fenzl
- Tetragonia sarcophylla Fenzl
- Tetragonia schenckii Schinz
- Tetragonia sphaerocarpa Adamson
- Tetragonia spicata L.f.
- Tetragonia tetragonoides (Pall.) Kuntze - Nieuw-Zeelandse spinazie
- Tetragonia verrucosa Fenzl
- Tetragonia vestita I.M.Johnst.
- Tetragonia virgata Schltr.

... · 
Antimima · 
Argyroderma · 
Carpobrotus · 
Disphyma · 
Dorotheanthus · 
Gibbaeum · 
Lapidaria · 
Lithops · 
Mesembryanthemum · 
Sceletium · 
Tetragonia · 
...